# Podpraporschtschik

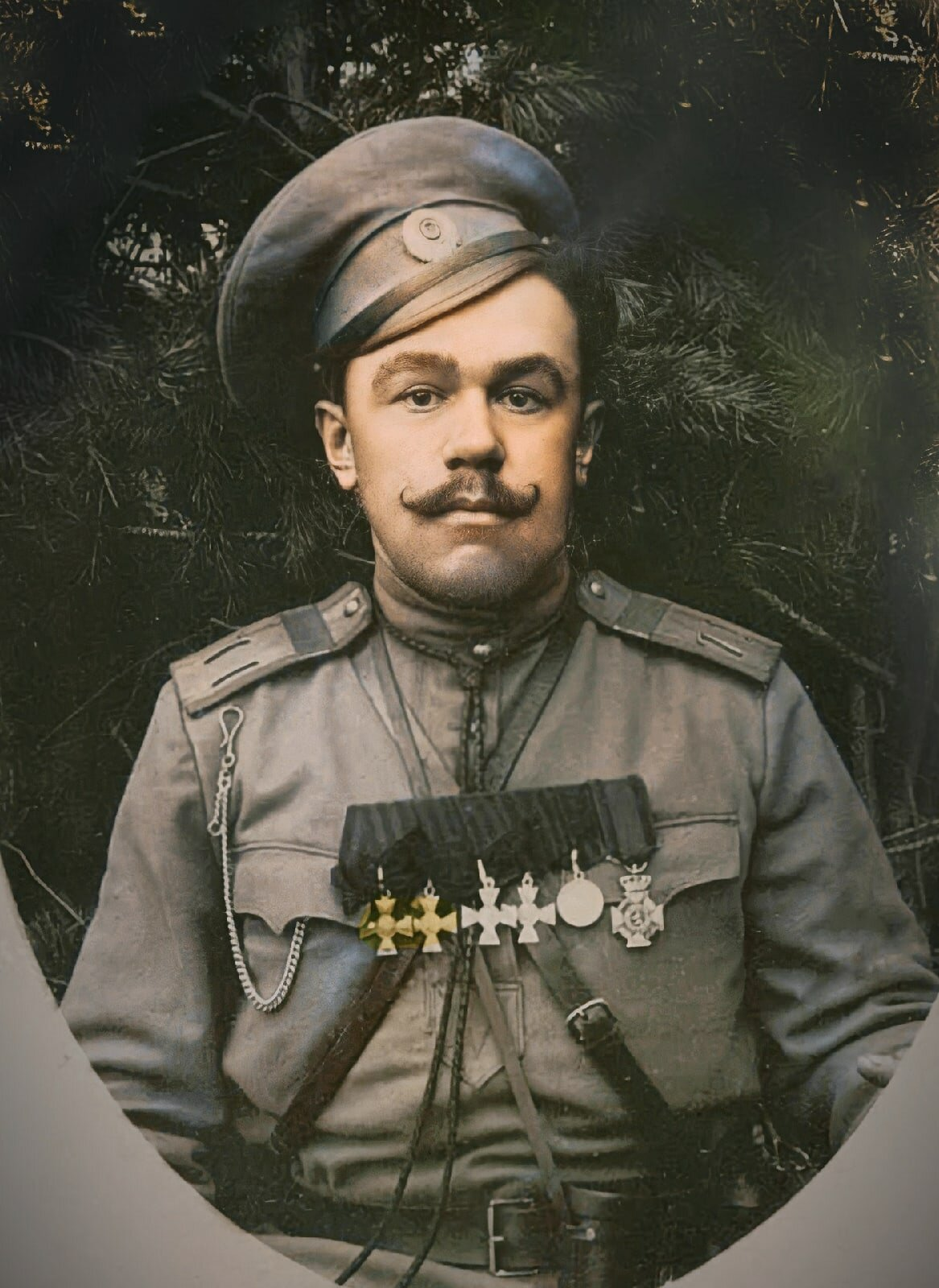
Podpraporschtschik als Feldwebel-Diensttuer, 1915

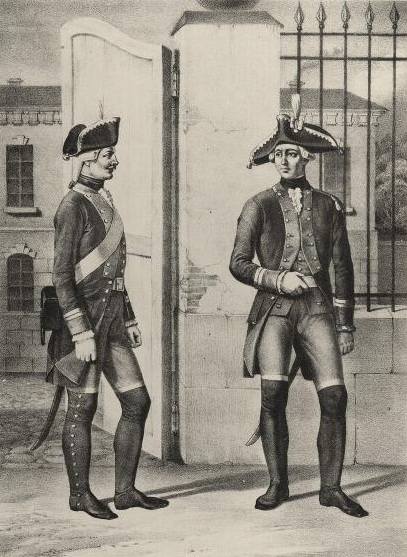
Kaptenarmus (Capitaine d'armes bzw. Profos, li.) und Podpraporschtschik, um 1763 bis 1786.

Der Podpraporschtschik (russisch подпрапорщик, dtsch. Unterfähnrich, abgeleitet von Kirchenslawisch пра́поръ/Prapor: Banner) war in der Kaiserlich Russischen Armee ein Rang der Unteroffiziere und Offizieranwärter. Ihm entsprach der Podchorunschi(j) (Подхорунжий, Unterkornett) in den Kosakenregimentern, bis ca. 1923.
Ab 1906 blieb der Rang Unteroffizieren vorbehalten, die als Kapitulant über ihre Dienstzeit hinaus dienten. Sie mussten die Militärschule erfolgreich abgeschlossen haben und fungierten dann als Offiziersstellvertreter.
Im Unterschied zu den übrigen Mannschaften und Unteroffizieren markierten den Podpraporschtschik keine zum Schulterknopf hin spitz zulaufenden, fünfkantigen Schulterklappen, sondern trapezförmige, sechskantige Schulterstücke, nach Art der Offiziere; anders als jene besaß er jedoch keine Epauletten.

## Historische Entwicklung
Im russischen Zarenreich entstand der Podpraporschtschik als Dienststellung innerhalb der neuen Schützenverbände (Strelitzen). Zu seinen Dienstpflichten zählten unter anderem Marschsicherungsaufgaben und die Bewahrung der Fahne im Gefecht. Entsprechend der besonderen Verantwortung, die ihm als Gehilfe und Stellvertreter des Praporschtschiks (Fähnrich, damals niedrigster Offiziersrang) oblagen, sollten nur die besten und erfahrensten Unterführer auf diesen Posten gelangen.
Von 1800 bis Mitte des 19. Jahrhunderts war der Rang adeligen Infanterie-Unteroffizieren vorbehalten, ähnlich dem deutschen Freikorporal. Von 1826 bis 1891 stand der Podpraporschtschik als Offiziersstellvertreter an der Spitze des Unteroffizierskorps. Dann wurde ihm der Dienstgrad Зауряд-прапорщик/Saurjad-Praporschtschik (wörtl. „einfacher Fähnrich“ bzw. „Fähnrichstellvertreter“ [ohne Offizierspatent, analog dem deutschen Feldwebelleutnant]) vorgesetzt.
Seit 1880 führten den Podpraporschtschik-Rang die портупей-юнкер/Portupei-Junker (Portepee-Junker), nach Abschluss der Infanterie-Junkerschule und vor der nun anstehenden Beförderung zum Offizier, analog dem deutschen („Degen-“)Fähnrich nach bestandenem Offiziersexamen. Junkerschulabsolventen, die die Abschlussprüfung mit der besten Note 1 verließen, wurden bevorzugt als Offizier eingestellt, andere mussten teils mehrere Jahre (!) auf die Ernennung zum Offizier warten. Absolventen der höheren Kriegsschulen erlangten hingegen oft ohne das Abwarten einer Vakanz die ersehnten Epauletten.
Im Laufe der Jahrhunderte durchlief der Dienstgrad diverse Wandlungen:
1798: Die besten Podpraporschtschik erhalten, in ihrer Eigenschaft als Offiziersanwärter, wahlweise den Dienstgrad Portepee-Praporschtschik (портупей-прапорщик/portupei-praporschtschik, Infanterie), Standarten-Junker (Эстандарт-юнкер /Estandart-junker) oder Portepee-Junker (Портупей-юнкер/Portupei-junker, Artillerie und Genietruppen)
1800–1826: Der Podpraporschtschik wandelt sich zum Unteroffiziersrang, hinter dem Feldwebel. In der Infanterie agiert er außerdem als Fahnenträger
1826–1880: höchster Unteroffiziersrang, vor dem Feldwebel
1880–1903: Dienstgrad der Absolventen der Junkerschulen, vor ihrer Beförderung zum Offizier
1906–1917: höchster Unteroffiziersrang, langdienenden Dienstgraden vorbehalten
Mit dem Niedergang der Weißen Bewegung und der endgültigen Zerschlagung der Weißen Armee entfielen ab 1923 alle Praporschtschik- und Chorunschi-Ränge. Erst 1971 wurden in der Sowjetunion die Dienstgrade Praporschtschik (Heer/Luftwaffe) und Mitschman (ru: Мичман/Mitschman, Fähnrich [bis 1917/23 niederster Offizier der zarist./weißen Kriegsmarine]) wieder eingeführt. Gleichzeitig kam es zur Einrichtung einer entsprechenden Laufbahn des militärfachlichen Dienstes für Berufssoldaten.

## Rangabzeichen

### Schulterstück-Versionen 1843–1917

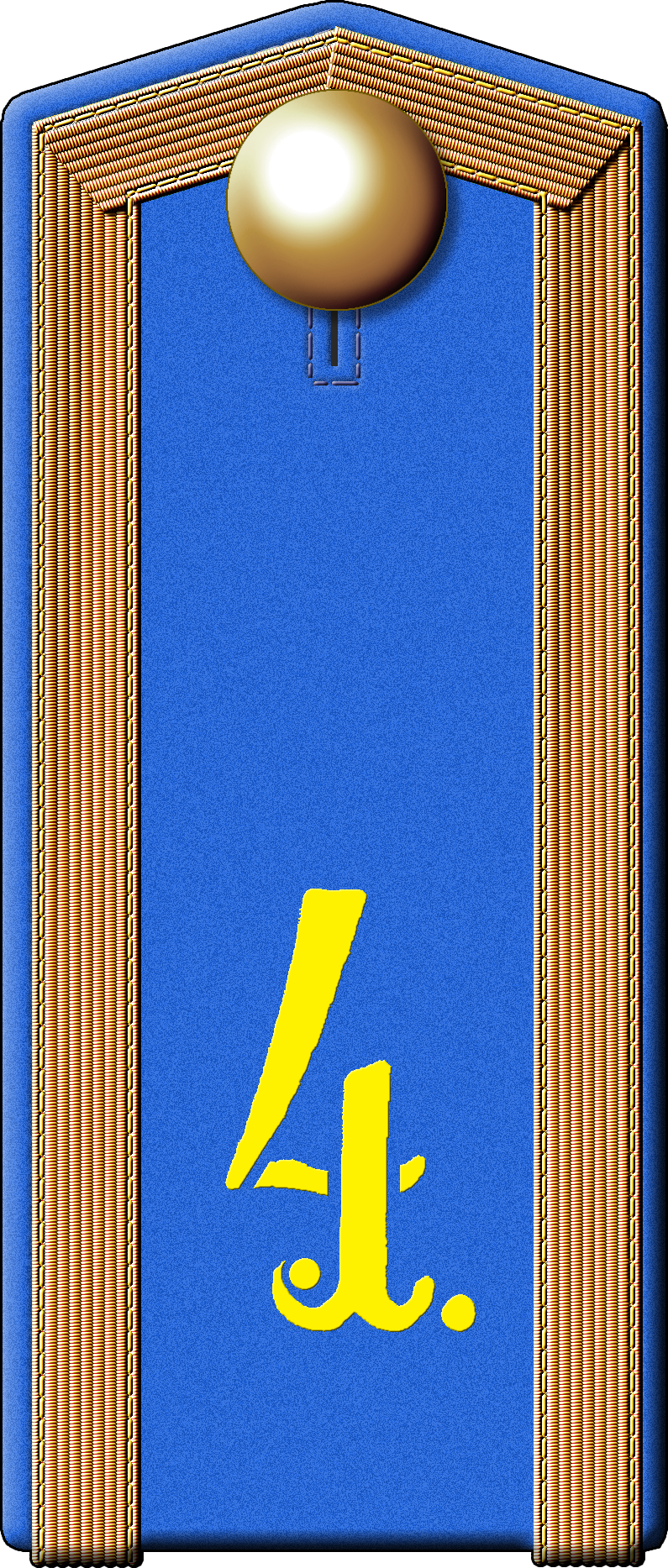
1843/1874, Absolvent der Junkerschule, ab 1886 Junker (Юнкер), Infanterie
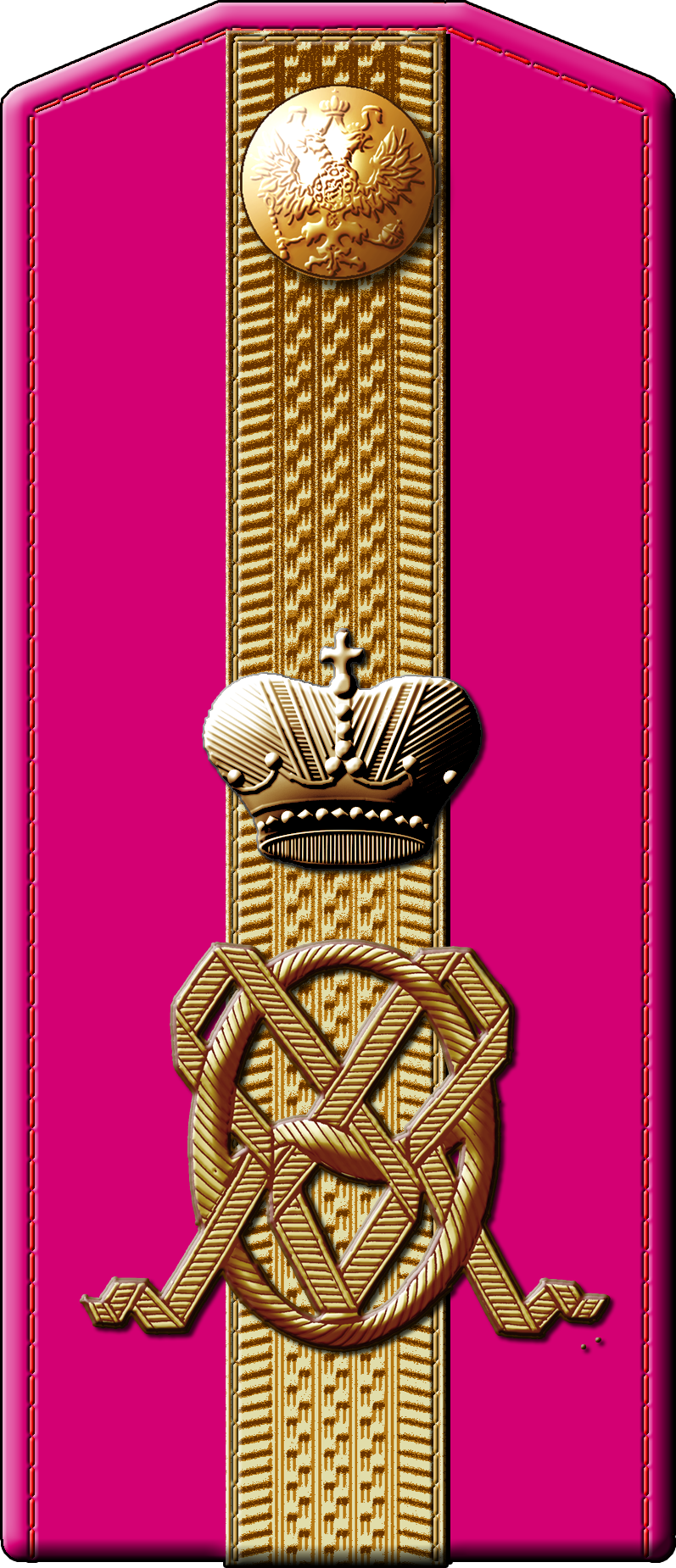
1904, Schulterstück mit schmaler Tresse, Infanterie
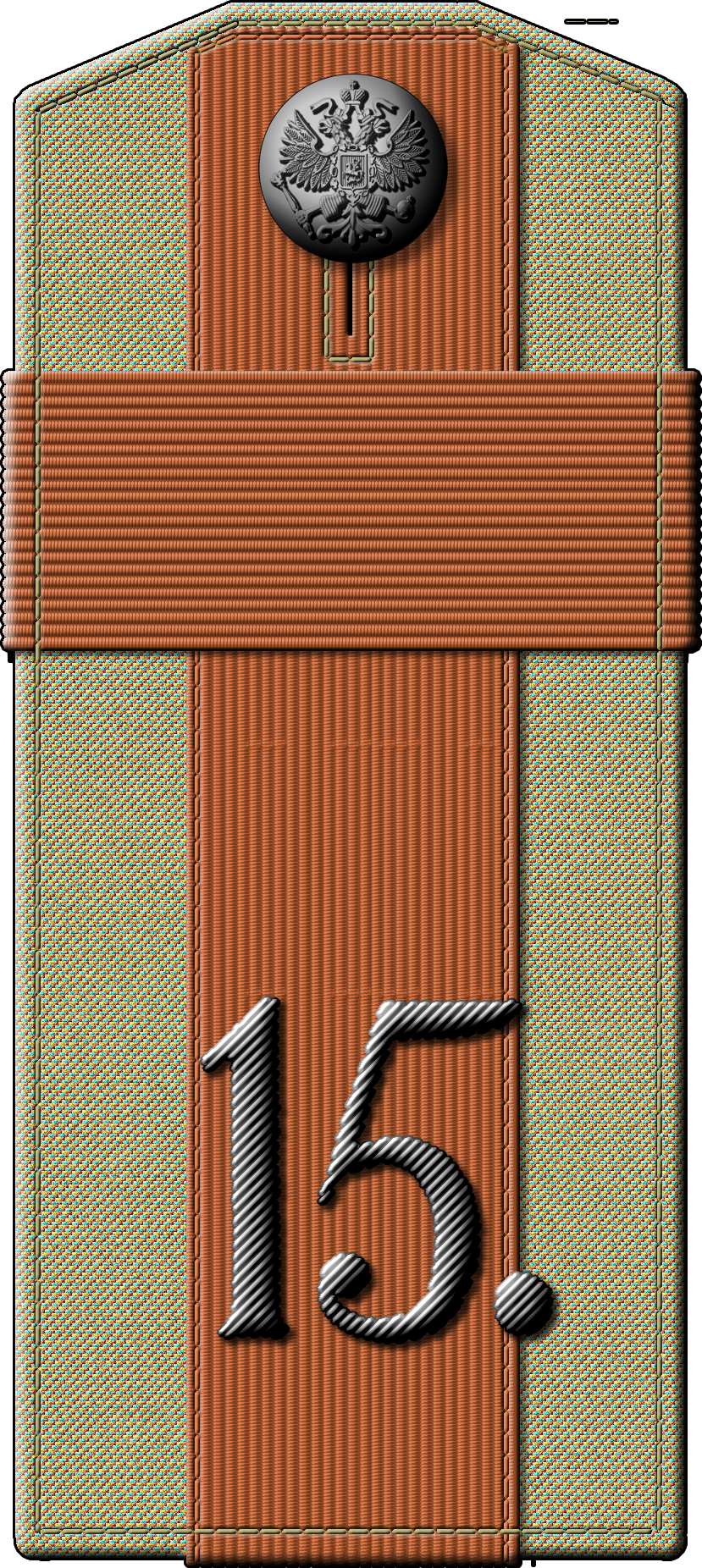
1911, breite Längstresse, Feldwebel-Diensttuer, Felduniform, Infanterie
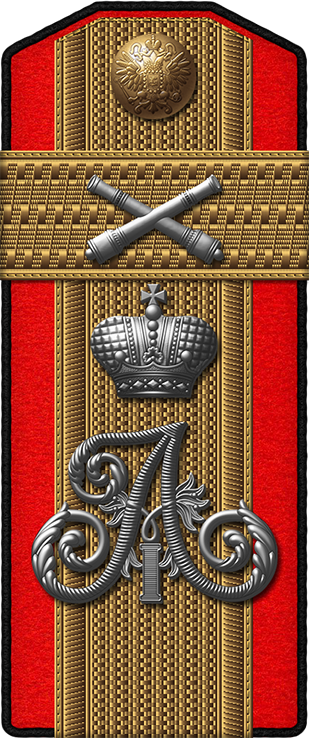
1914, nochmals breitere Tresse, Wachtmeister-Diensttuer, Artillerie
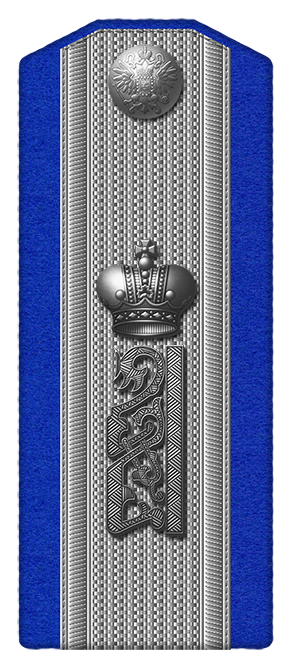
1914, Podchorunschi(j), Kosaken
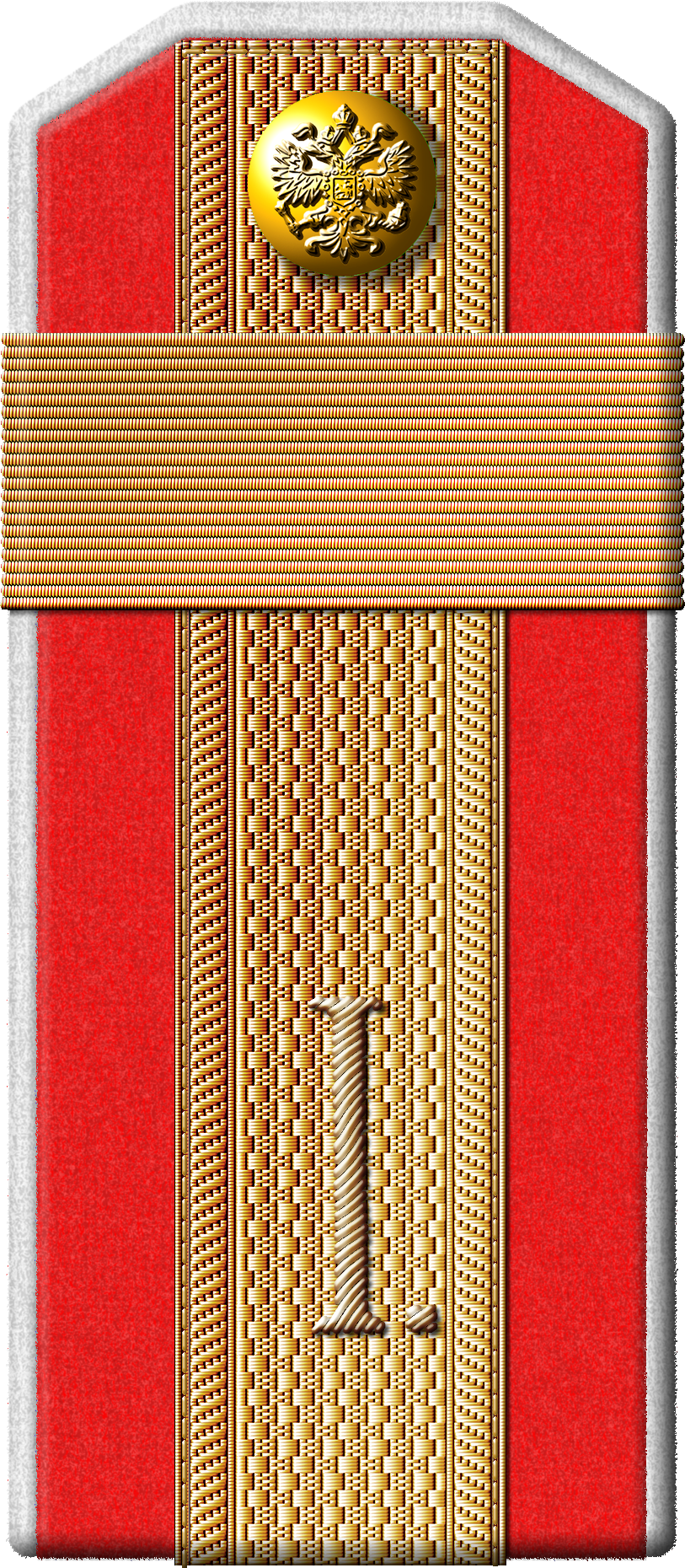
1916, in Feldwebel-Dienststellung (Expeditionskorps in Frankreich, Infanterie)
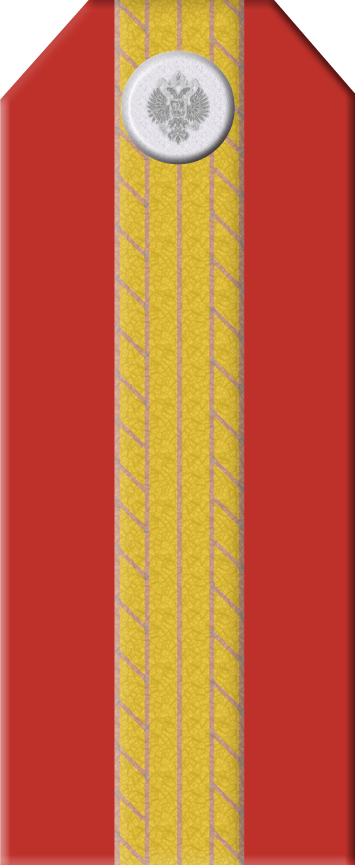
1917, letzte Schulterstück-Variante, orangefarbene Borte statt Tresse

Das Podpraporschtschik-Schulterstückmodell von 1904 diente als Muster des 1907 abgeänderten Schulterstücks des Saurjad-praportschtschiks, mit dem Unterschied, dass bei Letzterem zusätzlich ein fünfspitziger Rangstern auf der Längstresse saß.

### Unterschiedliche Fähnrichsränge der kaiserlich russischen Armee
In der Kaiserlich Russischen Armee, von 1883 bis 1919, und in der Weißen Armee, von 1917 bis 1923, existierten drei Praporschtschik-Ränge.
- Podpraporschtschik/Unterfähnrich (russisch Подпрапорщик), höchster Unteroffizier/Offizierstellvertreter der Infanterie
  - Podchorunschi(j)/Unterkornett (Подхорунжий), höchster Unteroffizier/Offizierstellvertreter in der Kosakenarmee
- Saurjad-Praporschtschik/Vizefähnrich (Зауряд-прапорщик), Feldwebelleutnant (nur Infanterie und bei Mobilmachung), bei Demobilisierung Entlassung in die Reserve, aber auch Übernahme als Feldwebel-Diensttuer oder Weiterbildung zum Offizier an Junker-Schule (bei Eignung)[3]
- Praporschtschik/Fähnrich (Прапорщик), rangniederster Offizier (bis 1884, ab 1886 nur noch Reserverang, Weiterbeförderung erst nach Wechsel in die Aktivenlaufbahn).[3][4]

In den Truppengattungen Kavallerie und Artillerie gab es hingegen diese Ränge nicht.
| 1891–1923                                                      | Praporschtschik-Ränge bis 1917/1923 Schulterstücke, Version 1917     | Praporschtschik-Ränge bis 1917/1923 Schulterstücke, Version 1917 | Praporschtschik-Ränge bis 1917/1923 Schulterstücke, Version 1917 |
| -------------------------------------------------------------- | -------------------------------------------------------------------- | ---------------------------------------------------------------- | ---------------------------------------------------------------- |
| Kleines Wappen des Russischen Kaiserreichs · Kriegswappen 1919 |                                                                      |                                                                  |                                                                  |
|                                                                | Podpraporschtschik / Podchorunschi(j) (Unterfähnrich / Unterkornett) | Saurjad-praporschtschik (Fähnrich-Stellvertreter)                | Praporschtschik (Fähnrich)                                       |
| Dienstgradgruppe                                               | Unteroffiziere                                                       | Unteroffiziere                                                   | Offiziere                                                        |

In der Kaiserlich Russischen Marine entsprach der Gardemarin (russ.: Гардмарин / Gardmarin) dem Podpraporschtschik des Heeres.
Siehe dazu auch: